# Reductievlak

De verschillende kleuren die gebruikt worden voor land (geel), droogvallingen (groen) en waterdieptes (blauw en wit).

Het reductievlak of herleidingsvlak (chart datum, CD) is het niveauvlak dat wordt gebruikt bij zeekaarten om waterdieptes tot te herleiden. Door onder andere het getij is het niet mogelijk om de werkelijke waterdiepte weer te geven in een kaart. Niet overal wordt hiervoor hetzelfde niveauvlak gebruikt. Over het algemeen zal vanwege de veiligheid van de scheepvaart een vlak gekozen worden waar de waterstand zelden onder komt. Hoogtes worden weergegeven ten opzichte van het hoogteherleidingsvlak, dat hoger ligt dan het reductievlak. 

## Zeekaarten
Vanwege de veilige vaart is de werkelijke waterdiepte over het algemeen groter dan het gekozen reductievlak. Het kan echter voorkomen dat de waterstand lager is, bijvoorbeeld bij aflandige wind. Niet alle kaarten gebruiken hetzelfde reductievlak. Welk niveauvlak gekozen wordt, hangt af van het karakter van de getijbeweging. Begin jaren 80 adviseerde de IHO om over te gaan op het laagste astronomische getij (Lowest Astronomical Tide, LAT), het laagste getijdenniveau dat voorspeld kan worden onder gemiddelde meteorologische omstandigheden en onder elke combinatie van astronomische omstandigheden. Het Verenigd Koninkrijk en Frankrijk zijn hier al op overgegaan, terwijl Duitsland in 2005 aan de overgang van gemiddeld laagwaterspring (GLWS) naar LAT is begonnen. Nederlandse kaarten van Nederlandse wateren gebruikten tot 2006 het gemiddeld laag-laagwaterspring (GLLWS) — het maandelijkse laagste gemiddelde van laagwaterspring — maar hier wordt nu van noord naar zuid ook overgegaan op LAT. In België wordt vanaf 2008 gelijk met het zuiden van Nederland overgegaan naar LAT. In de wereldwijd dekkende Admiraltykaarten gebruikt men over het algemeen het LAT, maar houdt men aan wat gebruikt wordt door het land dat de opnames maakt, zodat andere hierin gebruikte reductievlakken het LWS en het middenstandsvlak (Mean Sea Level, MSL) zijn.
In Finland is het getij vrijwel niet waarneembaar, zodat men daar MSL gebruikt. In Griekenland is het getij minimaal en gebruikt men MLLW (Mean Lower Low Water), wat ook in de Verenigde Staten wordt aangehouden.

## Verticaal datum
Aangezien niveauvlakken afhankelijk zijn van het type getij en daarmee variëren van plaats tot plaats, zijn deze niet direct te koppelen aan verticale geodetische datums zonder getijdengegevens. In de Verenigde Staten en Canada worden het North American Vertical Datum van 1988 (NAVD 88) en het International Great Lakes Datum van 1985 (IGLD 85) gebruikt voor geodetische doeleinden.
In Europa dient het NAP als referentievlak, hoewel dit niet door alle Europese landen ook gebruikt wordt. Ook dit is onafhankelijk van een stijging of daling van de zeespiegel en ook hier moeten dus getijdengegevens gebruikt worden om de koppeling te kunnen maken. Het LAT wordt steeds vaker toegepast, ook door Rijkswaterstaat in de getijstaten.

## Hoogteherleidingsvlak
Als hoogteherleidingsvlak wordt in Nederlandse kaarten het middenstandsvlak gebruikt. Veel Admiraltykaarten gebruiken het gemiddeld hoogwaterspring (Mean High Water Spring, MHWS), of het middenstandsvlak als de getijdenbeweging minimaal is. Doordat dit vlak hoger ligt, is er een marge bij bruggen en andere constructies. Ook is bij positiebepalingen aan de hand van hoogtemetingen van kenbare punten als vuurtorens of bergen de positie hierdoor dichter bij de kust weergeven dan in werkelijkheid, waardoor een veiligheidsmarge ontstaat. Hier beveelt de IHO aan om over te gaan naar hoogste astronomische getij (Highest Astronomical Tide, HAT).